# 雷 (伊利諾伊州)
雷是位於美國伊利諾伊州斯凱勒縣的一個非建制地區。該地的面積和人口皆未知。

## 地理
雷的座標為40°12′22″N 90°28′32″W / 40.20611°N 90.47556°W，而該地的平均海拔高度為156米（即512英尺）。